# Hasdrubal (Regent)
Hasdrubal (punisch ’zrb’l; „meine Hilfe ist Baal“) war Sohn und Nachfolger Magos I.s sowie ein antiker Herrscher von Karthago. Er regierte von etwa 530 bis 510 v. Chr.